# Пирогівці (Прилуцький район)
Пирогі́вці — село у Прилуцькому районі Чернігівської області. Населення 189 осіб. Входить до складу Сухополов'янської сільської громади.
Розташоване на р. Удай за 6 км від Прилук. Площа 1 кв. км.

## Історія
Засноване біля 1600 р.
До 1781 року входило до полкової сотні Прилуцького полку, а потім до Прилуцького повіту Чернігівського намісництва
Найдавніше позначення на мапах - 1800 рік.
У 1862 році у селищі володарському та козачому Пирогівці було 36 дворів, де жило 283 особи
У 1911 році у селищі Пирогівці жило 404 особи

## Населення

### Мова
Розподіл населення за рідною мовою за даними перепису 2001 року:
| Мова       | Кількість | Відсоток |
| ---------- | --------- | -------- |
| українська | 365       | 96.82%   |
| російська  | 12        | 3.18%    |
| Усього     | 377       | 100%     |